# Arteria nasal dorsal
La arteria nasal dorsal es una arteria de la cabeza que se origina como una de las dos ramas terminales de la arteria oftálmica.

## Trayecto
Emerge desde la órbita por encima del ligamento palpebral medial, y, tras dar una pequeña rama hacia la parte superior del saco lagrimal, se divide en dos ramas.
Las ramas irrigan el saco lagrimal (rama lagrimal) y la parte anterior y lateral de la raíz de la nariz.
- Una de estas ramas cruza la raíz de la nariz, y se anastomosa con la arteria angular.
- La otra discurre a lo largo del dorso de la nariz, irrigando su superficie externa, y se anastomosa con su arteria compañera en el lado opuesto, y con la rama nasal lateral de la arteria facial.

## Distribución
Se distribuye hacia la piel del dorso de la nariz.